# Paul Bristow

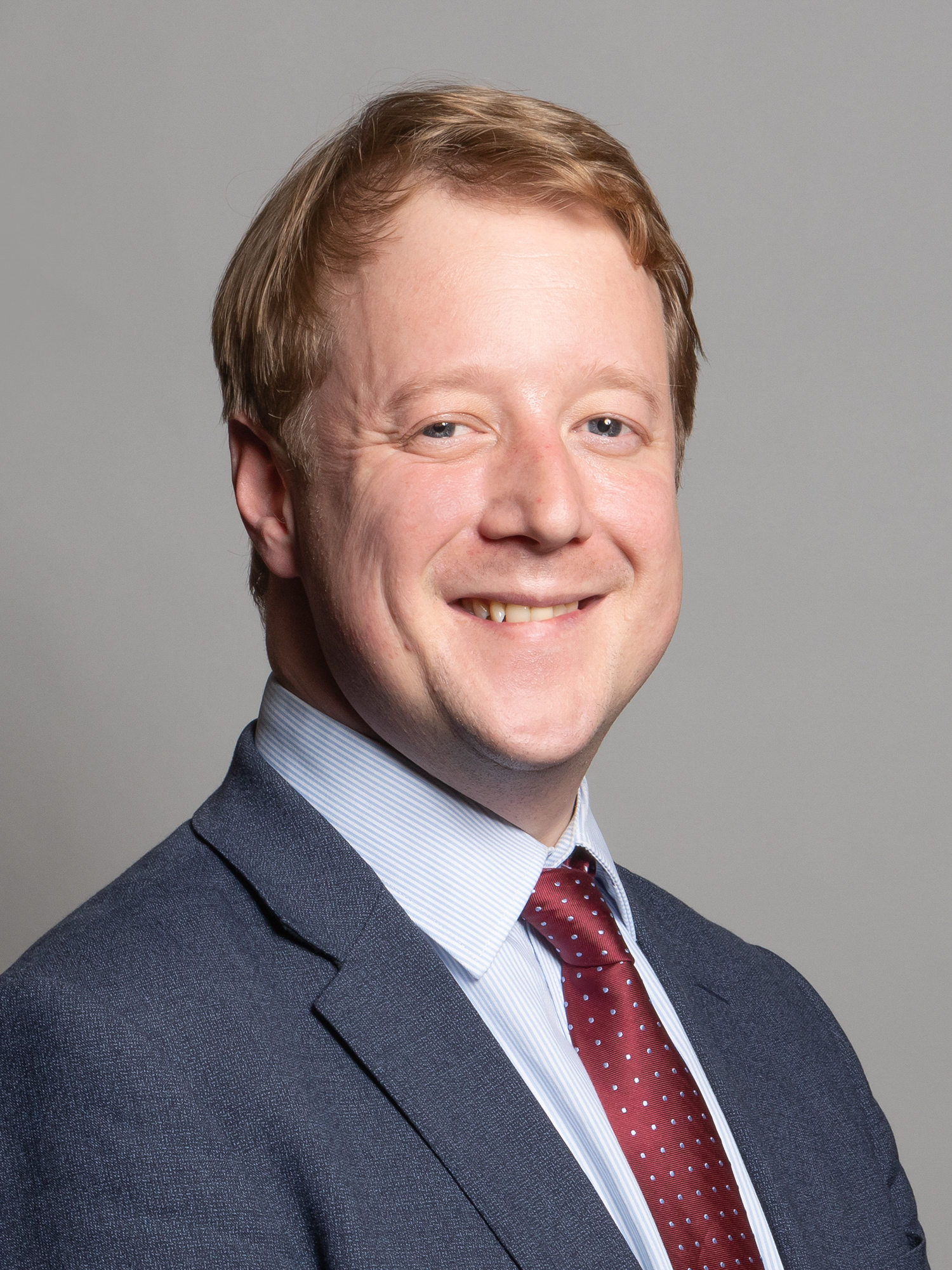
Paul Bistrow (offizielles Porträt)

Paul Bristow (* 27. März 1979 in York) ist ein britischer Politiker der Konservativen Partei im Vereinigten Königreich und war Regierungsberater (englisch „government aide“) des Kabinetts Sunak bis Ende Oktober 2023.
Er wurde bei der Britischen Unterhauswahl 2019 Abgeordneter für den Wahlkreis Peterborough und beriet seine Partei in der Öffentlichkeitsarbeit. Zuvor war er Vorsitzender der Lobby-Organisation Association of Professional Political Consultants  und zwischen 2006 und 2010 auch Gemeinderatsmitglied („councillor“) im London Borough of Hammersmith and Fulham.
Am Nachmittag des 30. Oktober 2023 entließ ihn Premierminister Rishi Sunak aus seiner Funktion als parlamentarischer Privatsekretär („parliamentary private secretary“) von Technologieministerin Michelle Donelan. In der Vorwoche hatte Bristow Sunak in einem Brief aufgefordert, im Gaza-Krieg auf einen „dauerhaften Waffenstillstand (zu drängen, um) Leben zu retten und eine fortgesetzte Kolonne humanitärer Hilfe zu ermöglichen“, wie der Daily Telegraph kurz zuvor berichtete.